# Circolo dei cavalieri della Svevia
Il circolo dei cavalieri della Svevia (tedesco: Schwäbischer Ritterkreis) fu un circolo di cavalieri del Sacro Romano Impero.

## Storia
Il circolo dei cavalieri imperiali della Svevia venne costituito nel XV secolo come molti altri gruppi di cavalieri che possedevano beni o territori nel Sacro Romano Impero. Il circolo svevo venne costituito probabilmente tra il 1541 ed il 1545 e cioè dopo lo scioglimento della Lega sveva. Nel 1561 i cavalieri locali si dotarono di una propria costituzione che venne approvata in quello stesso anno dall'imperatore Ferdinando I.
La sede del circolo era posta presso la città di Ulma, ma dal 1689 venne trasferita a Ehingen. Nel 1790, erano circa 670 i territori compresi nel circolo dei cavalieri svevo, retti da 140 famiglie. La popolazione totale abitante nei beni dei cavalieri svevi era di circa 160.000 persone.
Nel corso della dissoluzione del Sacro Romano Impero e della mediatizzazione nel 1805/1806, i cavalieri svevi cessarono di esistere.

## I cantoni
Come gli altri circoli cavallereschi, anche i cavalieri svevi era diviso in cantoni: 
- Cantone dei cavalieri del Danubio, con sede a Ehingen
- Cantone dei cavalieri di Hegau-Algovia-Lago di Costanza, diviso a sua volta in due "quartieri":
 ** Quartiere di Hegau, con sede a Radolfzell
** Quartiere di Algovia-Lago di Costanza, con sede a Wangen im Allgäu
- Cantone dei cavalieri del Kocher, con sede a Esslingen
- Cantone dei cavalieri del Kraichgau, con sede a Heilbronn
- Cantone dei cavalieri di Neckar-Schwarzwald-Ortenau, con sede a Tübingen